# カチョリ
カチョリ(Kachori)は、インドのラージャスターン州マールワール地域が発祥の詰め物をしたスパイシーな揚げペイストリーである。マイダ粉の生地の中に、リョクトウまたはタマネギ、ベサン、コリアンダー、食塩、赤トウガラシ、その他のインドのスパイスを混ぜて焼いた具材を詰め、植物油できつね色になるまで揚げたものである。甘くてスパイシーなタマリンドのチャツネや、時にミントと緑トウガラシのチャツネを添えて、熱いうちに提供される。
南アジアで広く食べられ、それぞれの地域にバリエーションがある。

## 歴史
カチョリは、インドのマールワールが起源であると考えられている。コリアンダーやフェンネルのようなマイルドなスパイスの利用は、乾燥かつ高温なこの地域の気象条件を反映していると考えられている。現在では、便利な旅行用スナックやビジネスマンや労働者が素早く健康的に朝食を済ませる際にも食べられる。
カチョリに似た料理に関する既知の初期のレシピは、古代サンスクリットの文献である『スシュルタ・サンヒター』にも、小麦粉、ギー、赤糖から作った生地にスパイスで味付けしたリョクトウか挽肉の具材を詰めて揚げたものとして記載がある。「カチョリ」として知られる他の料理には、レンズマメを詰めて揚げたパフペイストリーがあり、7世紀のジャイナ教の文献に記載がある。似たレシピは、中世の料理本Supa Shastraにも記載がある。
16-17世紀の詩人で、伝記Ardhakathanakaの著者のw:Banarasidasは、1613年にインドールでカチョリを購入したと記載している。彼は7カ月間、毎日1リットル分のカチョリを購入し、20ルピーの借金をした。

## バリエーション

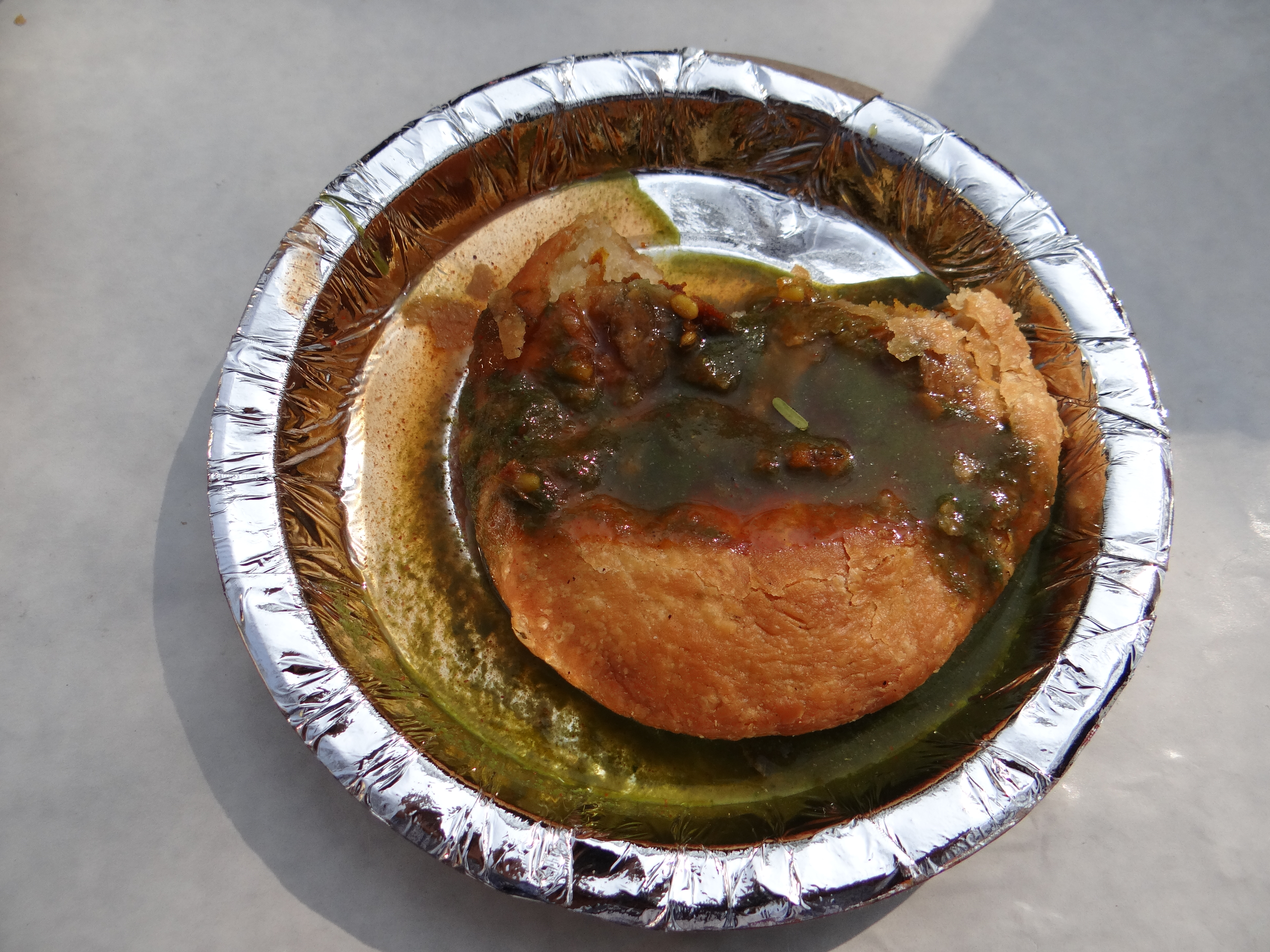
Kanda Kachori with mint and green chilli chutney

- ピャーザカチョリ（カンダカチョリ（英語版）） - ラージャスターン州ジョードプルが発祥。料理名が示すとおり、スパイスで味付けしたピャーザ（タマネギ）を具材としたものである[16]。

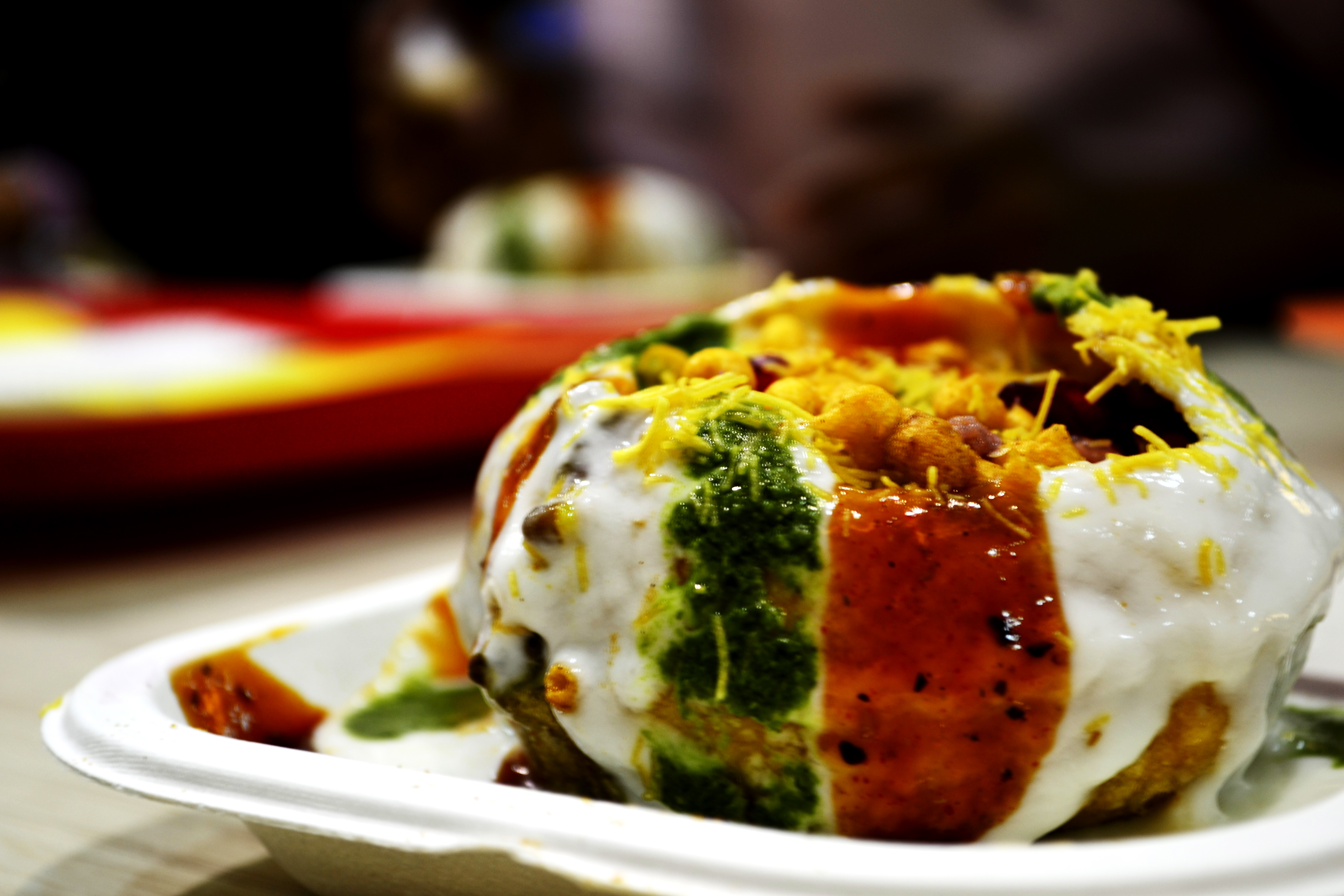
Raj Kachori from Haldiram's

- ラジカチョリ - ラージャスターン州ビーカーネールが発祥で[17]、北インド全体で人気がある。ラジ(Raj)は、ヒンディ―語で「王の」「豪華な」という意味であり、具材が豪華であることを表している。通常、ヨーグルト、スパイス、コリアンダーチャツネ、甘いタマリンドチャツネ、セヴ、ザクロが大量にトッピングされ、様々なフレーバーの組合せとなっている[18][19]。
- コーターカチョリ - ラージャスターン州コーターが発祥で、スパイシーな味付けとアサフェティダの独特な香りで知られる。具材は、クミン、ショウガ、緑トウガラシ、ターメリック、コリアンダーを含むミックススパイスとハーブとともに調理した白エンドウである[20][21]。
- マワカチョリ - ジョードプルが発祥。ドライフルーツとコアを具材とし、揚げてから砂糖のシロップに浸す[22][23]。

グジャラート州では、球形に作り、白エンドウ、黒コショウ、赤トウガラシ、ショウガからなる具材を詰める。
西ベンガル州では、より柔らかく、小さく作る。マイダ粉の生地に、味を良くするためしばしばアサフェティダが加えられる。朝または夕方のティータイムにスナックとして食べられ、しばしばジャガイモとエンドウのカレーやベンガル地方の菓子とともに提供される。また、エンドウを具材としたカチョリは、ベンガル地方では冬に良く食べられる。またベンガル地方では、Khasta Kochuriと呼ばれるマサラの入った固いカチョリが多くの甘味処で販売されている。
北インドでは、ラージャスターン州と似たものに、ジャガイモと様々なスパイスで作ったカレーやチョーレー・バトゥーレーのチャナ（チョーレー）を添えて提供される。

## ギャラリー

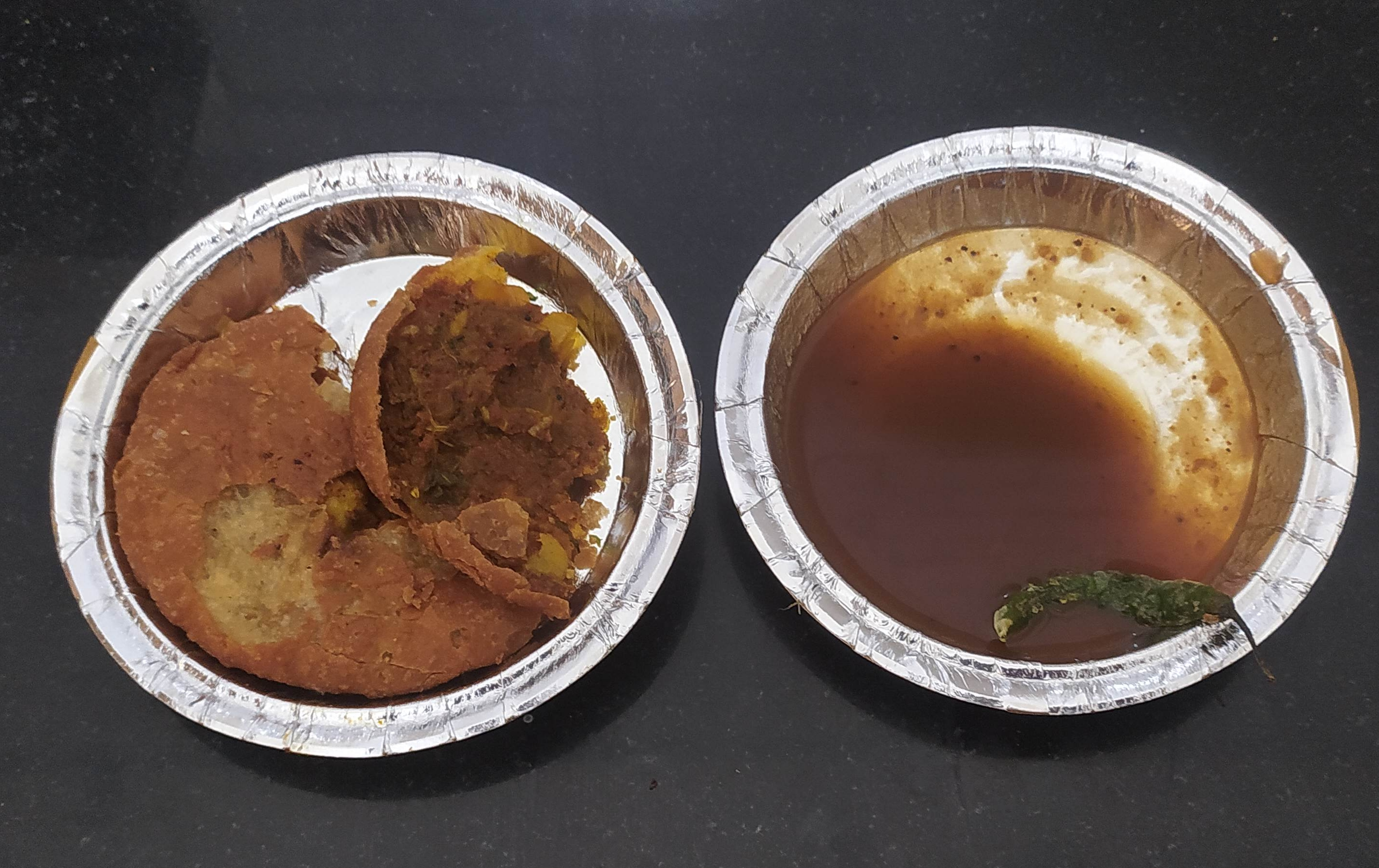
タマリンドのチャツネを添えたカンダカチョリ
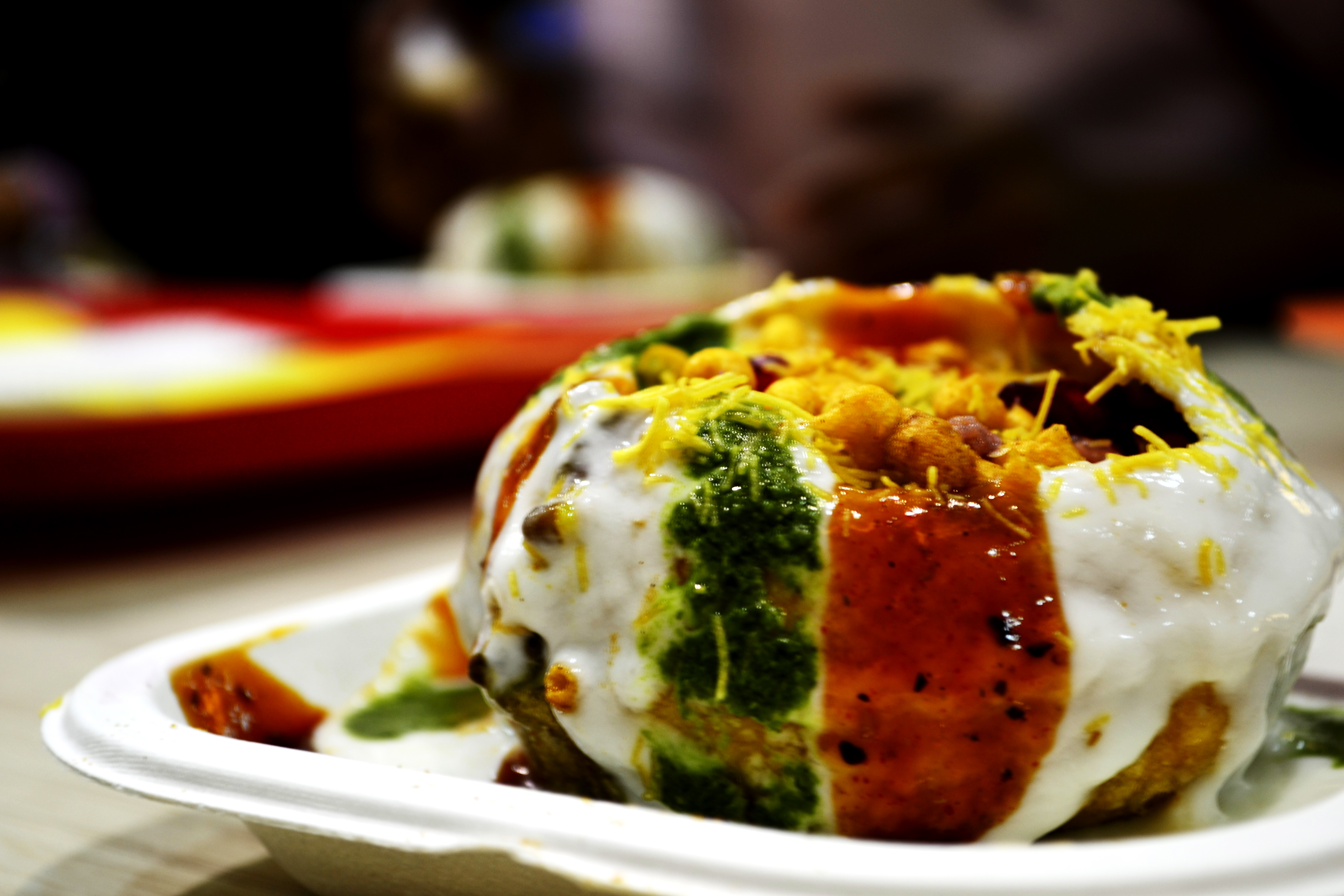
ハルディラムのラジカチョリ
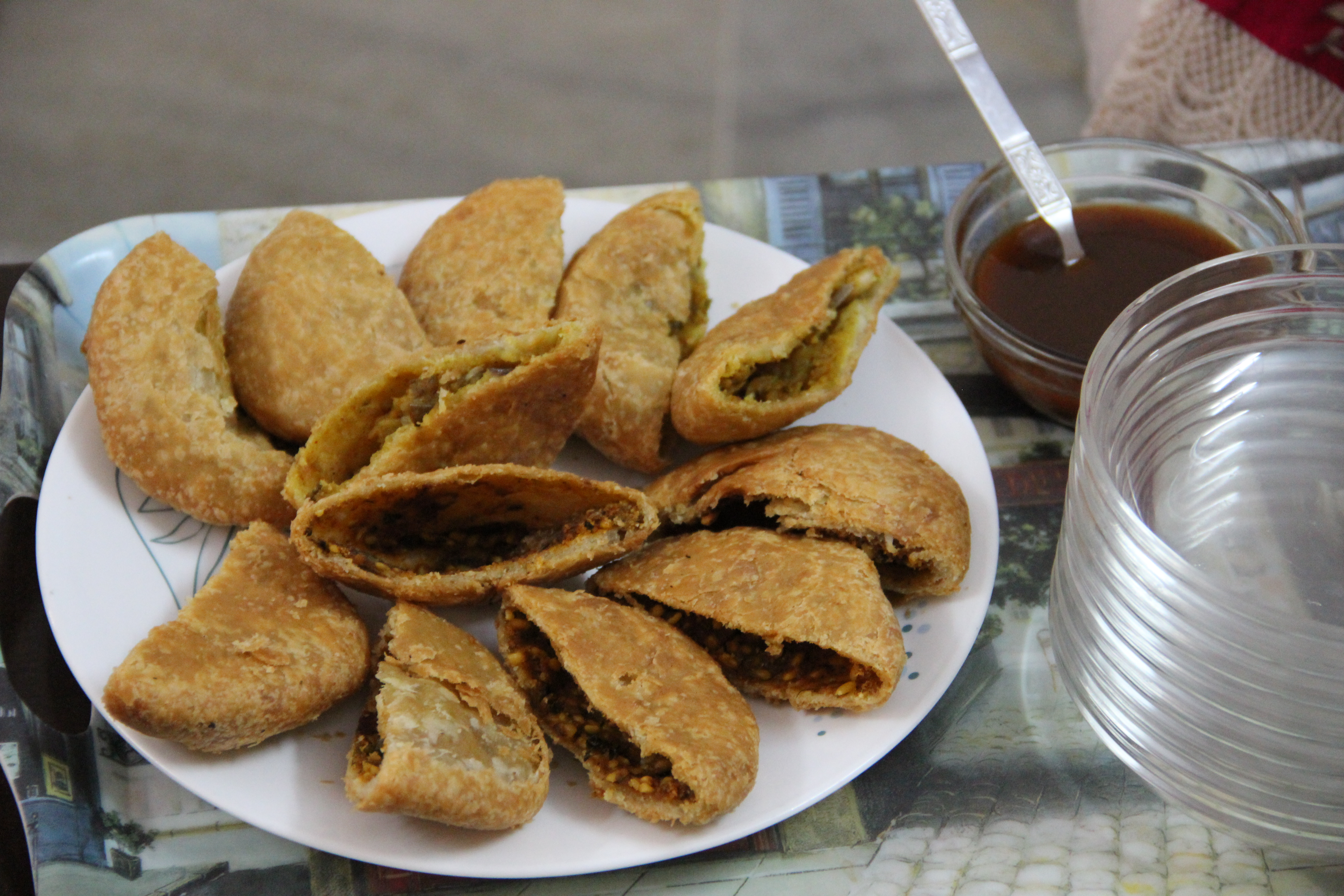
リョクトウのカチョリ
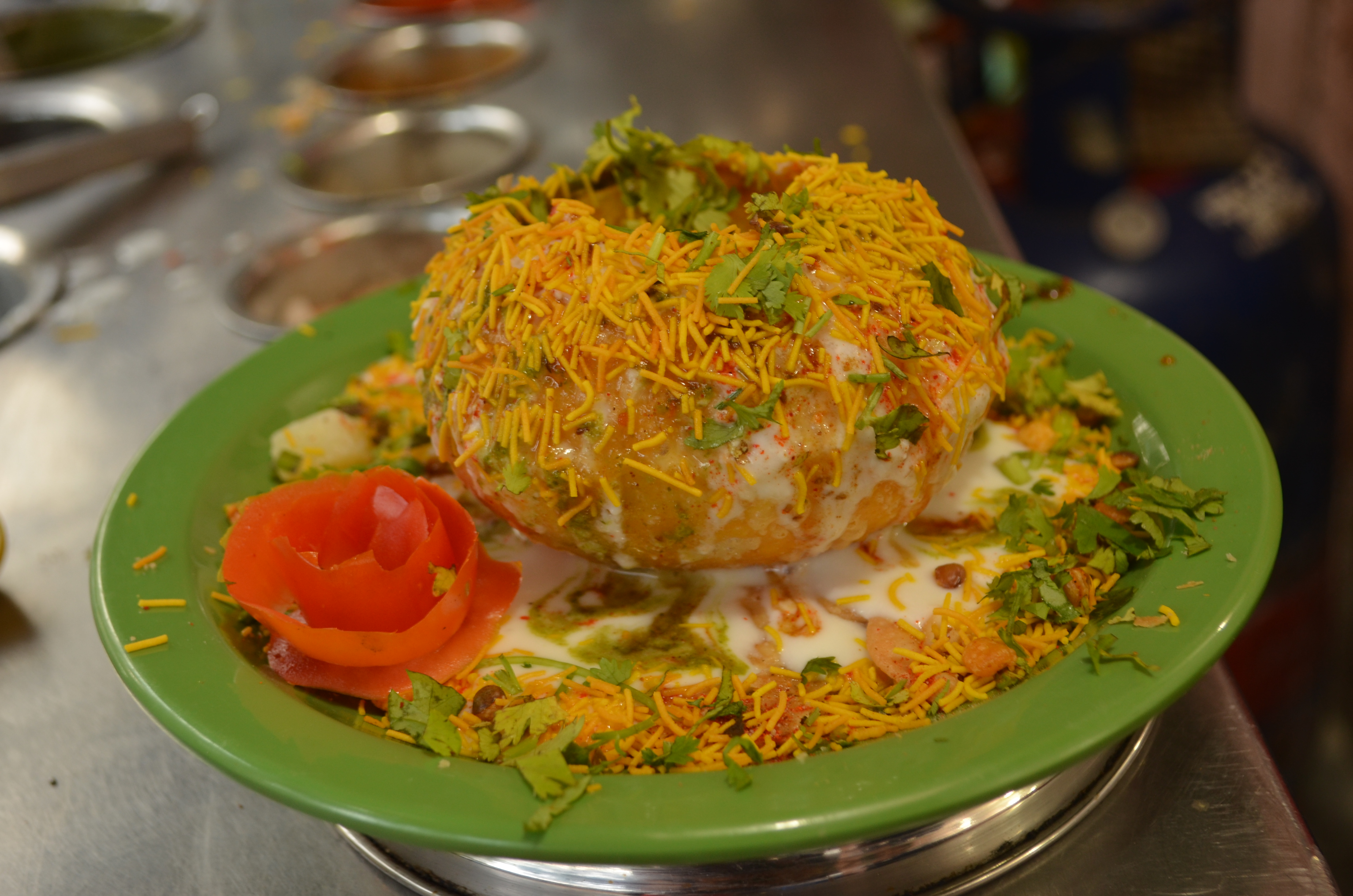
セヴを添えたラジカチョリ
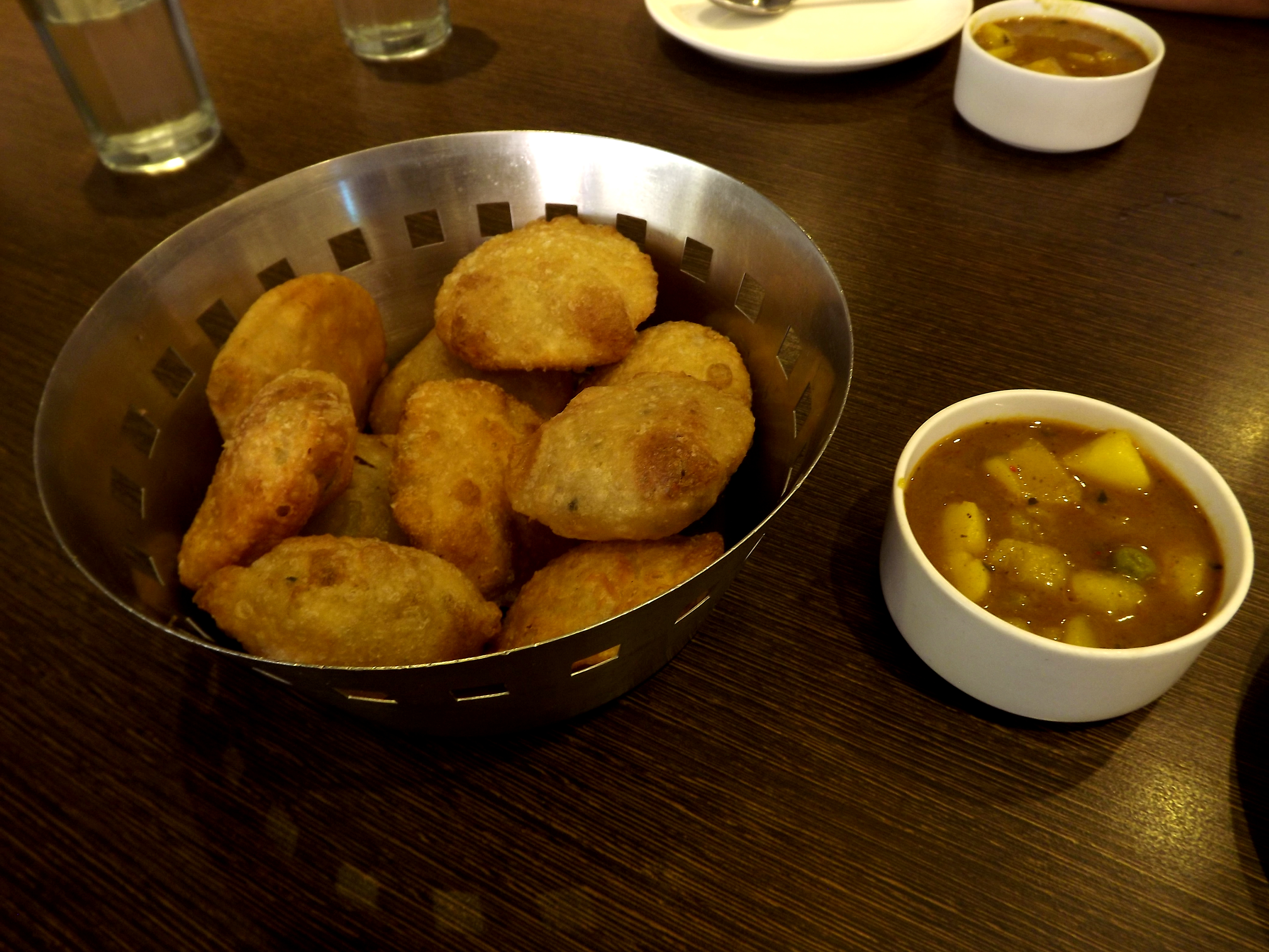
コルカタのカチョリ